# Лицький Рибник
44°29′ пн. ш. 15°27′ сх. д. / 44.48° пн. ш. 15.45° сх. д.
Лицький Рибник (хорв. Lički Ribnik) — населений пункт у Хорватії, у Лицько-Сенській жупанії у складі міста Госпич.

## Населення
Населення за даними перепису 2011 року становило 93 осіб.
Динаміка чисельності населення поселення:

## Клімат
Середня річна температура становить 8,72 °C, середня максимальна – 23,08 °C, а середня мінімальна – -7,40 °C. Середня річна кількість опадів – 1161 мм.
| Клімат поселення                              | Клімат поселення | Клімат поселення | Клімат поселення | Клімат поселення | Клімат поселення | Клімат поселення | Клімат поселення | Клімат поселення | Клімат поселення | Клімат поселення | Клімат поселення | Клімат поселення | Клімат поселення |
| Показник                                      | Січ.             | Лют.             | Бер.             | Квіт.            | Трав.            | Черв.            | Лип.             | Серп.            | Вер.             | Жовт.            | Лист.            | Груд.            |                  |
| Середній максимум, °C                         | 5,87             | 7,09             | 10,67            | 14,84            | 19,55            | 22,72            | 23,08            | 22,64            | 18,89            | 14,54            | 9,29             | 4,72             |                  |
| Середня температура, °C                       | −0,74            | 0,46             | 4,04             | 8,20             | 12,92            | 16,07            | 18,20            | 17,74            | 14,02            | 9,65             | 4,40             | −0,18            |                  |
| Середній мінімум, °C                          | −7,4             | −6,18            | −2,62            | 1,56             | 6,26             | 9,45             | 13,29            | 12,83            | 9,12             | 4,74             | −0,49            | −5,07            |                  |
| Норма опадів, мм                              | 90               | 87               | 87               | 91               | 82               | 78               | 49               | 69               | 120              | 134              | 153              | 121              |                  |
| Середньомісячна швидкість вітру, м/с          | 2.52             | 2.64             | 2.82             | 2.73             | 2.47             | 2.27             | 2.25             | 2.15             | 2.31             | 2.46             | 2.79             | 2.80             |                  |
| Середньомісячна сонячна радіація, кДж/м²·день | 4624             | 7311             | 10760            | 15357            | 19421            | 21489            | 23438            | 20147            | 14767            | 9353             | 4939             | 3813             |                  |
| --------------------------------------------- | ---------------- | ---------------- | ---------------- | ---------------- | ---------------- | ---------------- | ---------------- | ---------------- | ---------------- | ---------------- | ---------------- | ---------------- | ---------------- |
| Джерело:                                      |                  |                  |                  |                  |                  |                  |                  |                  |                  |                  |                  |                  |                  |